# 萨摩斯隧道
萨摩斯隧道，或稱為尤帕里内奧輸水道（希臘語：Ευπαλίνειο  όρυγμα），是公元前6世纪在爱琴海萨摩斯岛开凿的隧洞，以引来卡斯特罗山另一侧的泉水。据希罗多德记载，工程由迈加拉的尤帕利努斯负责。隧洞直径2米，长900米以上，由奴隶用手锤和凿玵开凿，从山两侧分头凿进。